# Листоед земляничный
Листоед земляничный, или клубничный листоед (лат. Galerucella tenella) — вид листоедов (Chrysomelidae) из подсемейства козявок (Galerucinae). Встречается в палеарктическом регионе от Каталонии до Уссури. Кормовое растение личинки — листья таволги вязолистной (Filipendula ulmaria).